# Plagodis ijimai
Plagodis ijimai là một loài bướm đêm trong họ Geometridae.